# Tueur en série de Long Island
Le tueur en série de Long Island (aussi appelé LSK, tueur de la plage de Gilgo ou l'éventreur de la Craigslist) est un tueur en série américain qui aurait œuvré durant plus de vingt ans. En 2023, il a été identifié comme étant Rex Heuermann.
Il a enterré toutes ses victimes, entre 1993 et 2010, près de Oak Beach, à Long Island aux États-Unis. Toutes étaient des escorts autour de la vingtaine qui utilisaient le site Craigslist pour travailler.
Selon les preuves, il aurait tué entre 11 et 16 jeunes femmes, dont les corps ont été retrouvés entre 2010 et 2011, à la suite de la disparition de Shannan Gilbert.
Mari Gilbert est une militante américaine, mère de l'une des victimes, dont l'histoire permet de mieux comprendre le cas.

## Investigations de la police
Les premiers restes humains furent retrouvés à Oak Beach le 11 décembre 2010. L'enquête était menée afin de retrouver Shannan Gilbert, une jeune femme de 24 ans qui avait disparu dans les environs quelques mois auparavant, après s'être enfuie de la maison d'un client (elle était prostituée), et avoir appelé le 911, indiquant que quelqu'un voulait la tuer. Un mois après sa disparition, le département de police de Suffolk a demandé à l'officier John Mallia de chercher la jeune femme avec son chien entraîné à retrouver les corps, un berger allemand appelé Blue. Durant l'été 2010, Mallia ne parvient pas à la retrouver. Il retente le coup le 11 décembre, en restant près de la promenade. Mallia choisit l'endroit de ses recherches en se basant sur des données du FBI, qui précisaient que des corps abandonnés étaient souvent retrouvés près des routes. Malgré la végétation épaisse et la mince couche de neige, Blue réagit à une odeur qui les conduisit à un squelette dans un sac de jute désintégré. Les restes furent identifiés comme ceux de Melissa Barthelemy. La police découvrit ensuite trois corps de plus en fouillant la scène à la recherche de plus d'informations. Les corps des quatre victimes, Maureen Brainard, Melissa Barthelemy, Megan Waterman et Amber Costello furent déterrés à environ 500 mètres d'intervalle chacun.
Huit ans plus tôt, on avait retrouvé le bas d'un corps non identifié à Manorville, New-York, dans le conté de Suffolk, qui fut finalement attribuée aux restes partiels de Jessica Taylor qu'on retrouva le long de la promenade en mars 2011. Le mois suivant, en avril 2011, la police découvrit trois corps additionnels, une enfant en bas âge non identifiée, une personne d'origine asiatique non identifiée et Valerie Mack, dont certaines parties du corps avaient, comme celles de Jessica Taylor, été trouvées à Manorville en novembre 2000. Deux corps de plus furent découverts dans le conté de Nassau; une jeune femme non identifiée dont certaines parties du corps avaient été retrouvées sur Fire Island en 1996 et une autre femme non identifiée qui portait un tatouage distinctif de pêches, qui fut plus tard identifiée comme la mère de l'enfant retrouvé à Suffolk.
Le 9 mai 2011, la police stipule qu'à cause de la ressemblance des cas, Valerie Mack (non identifiée à l'époque) et Jessica Taylor avaient pu être assassinées par un second et différent meurtrier. Le 29 novembre 2011, cependant, la police annonça qu'elle croyait une seule personne responsable pour les dix meurtres, et que cette personne était très probablement de Long Island. Cette théorie d'un meurtrier solitaire viendrait des caractéristiques communes entre la condition des restes et les preuves récoltées sur ou près des corps.
En juin 2011, la police du comté de Suffolk annonça une récompense de 25 000 $ pour des informations menant à l'arrêt du meurtrier des jeunes femmes.
Les restes de Shannan Gilbert furent finalement trouvés à Oak Beach en décembre 2011, 19 mois après sa disparition. La cause de sa mort reste contestée.
Aucun des cas n'a réellement été résolu.
Le 13 juillet 2023, un suspect, architecte à Long Island, est arrêté et inculpé de trois chefs d'accusation de meurtre au premier degré et de trois chefs d'accusation de meurtre au second degré pour les décès de Melissa Barthelemy, Megan Waterman et Amber Costello.

## Implication du FBI
Le 10 décembre 2015, le porte-parole du bureau de police du comté de Suffolk, Tim Sini, annonça que le FBI avait officiellement joint l'enquête, L'annonce arriva un jour après que le chef de police James Burke ait été inculpé pour avoir violé certains droits civils. Burke, qui quitta le département en 2015, fut suspecté d'avoir bloqué le FBI dans les recherches liées au LISK durant des années. Le FBI avait auparavant aidé aux recherches des victimes, mais n'avait jamais officiellement pris part à l'enquête. En novembre 2016, Burke fut condamné à 46 mois de prison fédérale pour agression et conspiration.

### Bittrolff nommé suspect
le 12 septembre 2017, le procureur Robert Biancavilla du comté de Suffolk annonça que John Bittrolff, un charpentier de Manorville, était un suspect dans l'affaire. Bittrolff avait été condamné pour le meurtre de deux travailleuses du sexe en 1993 et 1994. En juin 2019, une proposition d'utiliser la généalogie génétique pour identifier les victimes non identifiées et possiblement le meurtrier fut faite à la police.

## Preuves remises au public en 2020
Le 16 janvier 2020, Geraldine Hart, le commissaire de la police du comté de Suffolk, publia les images d'une ceinture trouvée sur la scène du crime engravée des lettres HM ou WH (dépendant du sens de la ceinture). La ceinture avait été trouvée lors de l’investigation initiale près de la promenade de Gilgo Beach. La police crut que la ceinture avait été manipulée par l'auteur du crime et qu'elle n'appartenait à aucune des victimes. La police a révélé quelques détails à propos de la valeur de la preuve que représentait la ceinture et n'a pas expliqué clairement l'emplacement où elle avait été retrouvée. On annonça aussi que de nouvelles preuves scientifiques étaient utilisées dans l'enquête, et qu'ils avaient lancé le site web gilgonews.com, qui leur permettrait de partager les informations pertinentes au public.

## Identification de Valerie Mack
Le 28 mai 2020, Jane Doe No. 6 fut identifiée en tant que Valerie Mack, qui se faisait aussi appeler Melissa Taylor.

## Rex Heuermann nommé suspect
En mars 2022, des éléments probants émergent reliant l'architecte new-yorkais Rex Heuermann à l'affaire des meurtres en série. Les enquêteurs découvrent que Heuermann possède un véhicule similaire à celui décrit par un témoin ayant vu l'homme qui a embarqué Costello. De plus, les appels téléphoniques aux familles des victimes proviennent d'endroits liés à Heuermann.
Des relevés de téléphones portables révèlent que Heuermann a contacté des travailleuses du sexe et des salons de massage, ainsi que des recherches en ligne sur des sujets inquiétants.
Des échantillons d'ADN sont collectés, confirmant une correspondance avec des traces retrouvées sur les lieux des crimes. Des cheveux de la femme de Heuermann sont également été trouvés près des scènes de crime, suggérant une connexion directe.
Le 13 juillet 2023, Heuermann est arrêté et accusé d'avoir commis les meurtres de Melissa Barthelemy, le 12 juillet 2009, de Megan Waterman, le 6 juin 2010, et d'Amber Costello, le 2 septembre 2010. Il est placé en détention provisoire, sans possibilité de libération sous caution,.
Le 16 janvier 2024, il est poursuivi pour le meurtre de Maureen Brainard-Barnes, commis le 9 juillet 2007. Le 6 juin 2024, il est accusé des meurtres de Sandra Costilla, le 19 novembre 1993, et de Jessica Taylor, le 21 juillet 2003, portant à 6 le nombre de meurtres pour lesquels il est poursuivi.

## Victimes découvertes en décembre 2010

Lieux et dates de découverte des victimes.

### Maureen Brainard-Barnes
Brainard-Barnes de Norwich, Connecticut, avait 25 ans lorsqu'elle disparut. Elle avait été vue pour la dernière fois le 9 juillet 2007, disant qu'elle planifiait de passer le jour à New-York. On ne la revit plus jamais. Mère de deux enfants, elle travaillait comme escort par le site web Craigslist pour payer sa maison. Elle n'était plus travailleuse du sexe depuis sept mois mais elle y était retournée pour payer ses factures après avoir reçu un avis d’éviction. Son corps fut retrouvé en décembre 2010. Très peu après sa disparition, Sara Karnes, une de ses amies, reçu l'appel d'un homme au numéro qu'elle ne reconnaissait pas. L'homme prétendait avoir vu à l'instant Brainard-Barnes et qu'elle était bien en vie, et ajoutant des propos irrespectueux en lien avec son travail. Il refusa de s'identifier et ne voulut pas lui donner la localisation de Brainard-Barnes. Il dit à Karnes qu'il la rappellerait et lui donnerait une adresse, mais il ne le fit jamais. Karnes affirme que l'homme n'avait aucun accent distinctif.
Comme la plupart des victimes, Brainard-Barnes était très petite, (1,50 m) et ne pesait que 48 kg. Elle a été étranglée.

### Melissa Barthelemy
Barthelemy, 24 ans, du Comté d'Erie à New-York, disparut le 12 juillet 2009. Elle avait vécu dans le Bronx de New-York et travaillé comme escorte via Craigslist. La nuit de sa disparition, elle avait vu un client et déposé 900 $ dans son compte en banque, puis avait tenté d'appeler son petit ami mais n'y était pas parvenue. Une semaine plus tard, et durant les cinq autres qui suivirent, Amanda, sa jeune sœur adolescente, reçu une série d'appels moqueurs, vulgaires et insultants de la part d'un homme qui pourrait avoir été le meurtrier, car il utilisait le téléphone de la défunte. Il demandait si Amanda « était une - comme sa sœur ». Les appels devinrent de plus en plus dérangeants, jusqu'au point culminant où l'homme lui annonça que sa sœur était morte, et qu'il allait « la regarder pourrir. » La police traça certains des appels à Madison Square Garden, au centre-ville de Manhattan et Massapequa, mais furent incapables de déterminer qui était à l'origine des appels. La mère de Barthelemy nota qu'il y avait « beaucoup d'appels vers Manorville » de sa fille autour de la disparition. En septembre 2017, John Bittrolff, un charpentier de la ville condamné pour deux autres meurtres, fut suspecté dans le cas du LISK.
Barthelemy mesurait 1,47 m et pesait 43 kg. Elle a été étranglée.

### Megan Waterman
Waterman, 22 ans, de South Portland, Maine, disparut le 6 juin 2010, après avoir placé des petites annonces sur le site web Craigslist en tant qu'escorte. Le jour précédant, elle avait dit à son petit ami de 20 ans qu'elle sortait et l'appellerait plus tard. À l'heure de la disparition, elle habitait un motel à Hauppauge, New-York, à 15 miles (24 km) de Gilgo Beach. Son corps fut retrouvé en décembre 2010. Waterman était une mère, et était devenue victime du trafic sexuel.
Waterman mesurait 1,65 m, et a été étranglée.

### Amber Lynn Costello
Amber Costello, 27 ans, de West Babylon, à New-York, une ville à 10 miles (16 km) de Gilgo Beach, était une travailleuse du sexe et consommait de l’héroïne. Elle disparut le 2 septembre 2010. Cette nuit-là, elle rencontra un étranger qui l'avait appelée plusieurs fois et offert 1500$ pour ses services. Née en Charlotte et élevée à Wilmington, en Caroline du Nord, Costello vivait à West Babylon lorsqu'elle disparut. Sa famille crut qu'elle était dans une maison de réhabilitation pour les personnes accro aux drogues, alors elle ne fut pas directement déclarée disparue lorsqu'elle cessa de répondre à leurs appels et nombreux messages. Avant de déménager à West Babylon, Costello vivait avec son second conjoint à Clairwater, en Floride, et travaillait comme serveuse. L'addiction aux drogues de Costello avait commencé lorsqu'elle était adolescente. Elle avait été agressée sexuellement par un voisin à l'âge de 6 ans.
Costello mesurait 1,50 m, et pesait environ 50 kg. Elle a été étranglée.

## Victimes retrouvées en mars et avril 2011
Quatre corps de plus furent retrouvés le 29 mars et 4 avril 2011. Tous les restes furent trouvés dans une autre partie de la promenade près d'Oak Beach et de Gilgo Beach, deux miles (3 km) vers l'est depuis les autres corps retrouvés en décembre 2010. Les nouvelles victimes étaient Jessica Taylor, Valerie Mack, une femme non identifiée surnommée « Jane Doe No. 3 » ou encore « Peaches » et une enfant en bas âge non identifiée qui était la fille de « Peaches ». La police de Suffolk étendit les aires de recherches jusqu'aux bordures du comté de Nassau, cherchant d'autres victimes.
Deux autres corps furent découverts le 11 avril 2011 à la suite de l’agrandissement de la zone de recherche. Ils furent trouvés à un mile (1,60 km) d'intervalle, à environ cinq miles (8 km) à l'ouest de ceux retrouvés en décembre. L'un d'eux appartenait à une victime désormais considérée comme une femme trans. Nommée «John Doe», la police dit que la victime était décédée depuis cinq à dix ans. Les autres restes étaient ceux de «Jane Doe No. 7,» dont d'autres parties du corps avaient été retrouvées à Fire Island en 1996.

## Corps identifiés

### Jessica Taylor
Taylor avait 20 ans et vivait à Manhattan lorsqu'elle fut portée disparue en juillet 2003. Le 26 juillet 2003, son torse nu et démembré dont la tête et les mains manquaient fut découvert 72 km à l'ouest de Gilgo Beach. Ces restes furent identifiés par test ADN plus tard cette année-là. Sous le torse on trouva des feuilles de plastique, et un de ses tatouages avait été mutilé avec un instrument aiguisé.
D'autres restes furent trouvés le 29 mars 2011, à Gilgo : les restes d'un crâne, une paire de mains et un avant-bras qui correspondaient à Taylor. Elle était travailleuse du sexe à Manhattan, et avait aussi travaillé à Washington.

### Valerie Mack / Melissa Taylor / «La Jane Doe de Manorville» / «Jane Doe No. 6.»
Mack, 24 ans, aussi connue comme Melissa Taylor, vivait en Philadelphie et travaillait comme escorte quand elle fut portée disparue en 2000. Comme la plupart des victimes, elle était de petite stature (environ 1,50 m) et pesait à peu près 50 kg.
Une partie de ses restes furent trouvés à Manorville le 19 novembre 2000, mais ne furent pas identifiés avant 2020. Son torse avait été trouvé dans un sac poubelle dans les bois.
Une tête humaine, un pied droit et des mains furent retrouvés le 4 avril 2011. Ces restes ont tout d'abord été attribués à une victime non identifiée surnommée « Jane Doe No. 6. ». On détermina plus tard qu'il s'agissait de la même femme dont on avait retrouvé le torse en 2000. Son pied droit avait été coupé juste au-dessus de la cheville, possiblement pour cacher l'existence d'un tatouage et effacer des preuves. Le 28 mai 2020, la police annonça que les restes avaient été identifiés comme ceux de  Valerie Mack, qui avait été vue pour la dernière fois par des membres de la famille au printemps ou à l'été 2000 près de Port Republic, New Jersey.
Les corps démembrés de Jessica Taylor et Valerie Mack avaient tous les deux été retrouvés d'une manière similaire et très près l'un de l'autre, suggérant un lien.